# Kemankeş Kara Ali Pascià
Kemankeş Kara Ali Pascià (Isparta, 1580 – Istanbul, 3 aprile 1624) è stato un politico ottomano. Il suo epiteto Kemankeş significa "arciere" in turco. Era originario del sangiaccato di Hamid-Ili nell'Eyalet di Anatolia e ricevette una formazione presso la Scuola dell'Enderûn a Istanbul per diventare funzionario da palazzo.
Nel 1620 fu beilerbei del Diyarbakır con il grado di visir. Per l'esecuzione di un funzionario provinciale all'insaputa del governo di Istanbul fu nominato governatore a Baghdad dove governò per un anno e poi fu licenziato e si ritirò a Kayseri, ma poté tornare a Istanbul alla morte di Osman II. (maggio 1622).
Fu poi nominato terzo visir e poco dopo, quando il gran visir Mere Hüseyin Pascià fu deposto il 30 agosto 1623, assunse l'incarico. Affrontò il problema della rivolta di Abaza Mehmed Pascià in Anatolia e alla fine la conquista di Baghdad da parte dei Safavidi; nel settembre 1623 permise la deposizione dell'incapace sultano Mustafa I.
Si è assicurato la sua situazione personale accumulando una fortuna basata sulla corruzione e la vendita di accuse; con l'appoggio del suocero Bostanzade Mehmed Efendi, uno studioso ben inserito nei circoli del potere, licenziò lo Sheikh ul-Islam Zekeriyazade Yahya Efendi che lo aveva offeso, e volle nominare suo suocero al suo posto, ma non ci riuscì. Cercò di condannare i due ex Gran Visir Gürcü Mehmed Pascià e Damat Halil Pascià, ma sono stati assolti dall'accusa di aver collaborato con Abaza. Cercò di nascondere al sultano Murad IV la caduta di Baghdad, ma una volta scoperto, fu deposto e giustiziato il 3 aprile 1624 ed il suo patrimonio fu confiscato.